# Monique Jacotová

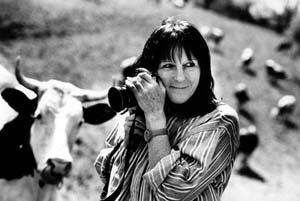
Monique Jacotová, foto: Erling Mandelmann, v 80. letech 20. století

Monique Jacotová (nepřechýleně Monique Jacot ; 19. srpna 1934 Neuchâtel – 6. srpna 2024) byla švýcarská fotografka, fotožurnalistka a umělkyně. V roce 2005 jí byla udělena cena Grand prix de la photographie od Kulturní nadace kantonu Vaud, kterou před ní obdrželi pouze Marcel Imsand a Luc Chessex, a v roce 2020 získala cenu Schweizer Grand Prix Design a byla jednou z nejvýznamnějších fotografek ve Švýcarsku. 

## Životopis
Jacotová byla dcerou obchodního manažera. V letech 1953 až 1956 absolvovala fotografickou třídu Gertrudy Fehr na École de photography ve Vevey. Poté, co pracovala tři roky jako reportážní fotografka v Curychu pro Die Woche, Annabelle, Du, La Semaine de la Femme a další publikace, se Jacotová stala v roce 1959 fotožurnalistkou na volné noze, jednou z prvních mezi ženami. V letech 1967 až 1970 jezdila na fotografické expedice pro Světovou zdravotnickou organizaci (WHO). Její zprávy se objevily v časopisech jako Du, Camera, Geo, Stern, Elle, Vogue, Réalités, L'illustré nebo Schweizer Illustrierte. V letech 1989 až 2005 se účastnila projektu L'Enquête photographique en Valais. V roce 2000 žila Jacotová v Káhiře - Shabramantu a realizovala svůj projekt Passages.
Jacotová se zaměřovala na sociální a kulturní témata a je považována za představitelku humanistické fotografie. Tři svazky fotografií vzešly z velkého projektu z let 1984 až 1999 o životních podmínkách žen v zemědělství a průmyslu. Výstava a ilustrovaná kniha Printemps de femmes – Jsme tak svobodní oslovila švýcarské ženské protestní hnutí od ženské stávky v roce 1991 po demonstrace v roce 1993.  Od roku 2000 se její snímky staly abstraktnějšími. Experimentovala s barevnými polaroidovými transfery a vytvořila série fotogramů, na kterých jsou snímky exponovány bez fotoaparátu. Nadaci Fotostiftung Schweiz ve Winterthuru věnovala Jacotová v roce 2005 retrospektivu a nadace uchovává celoživotní dílo autorky.
Jacotová byla vdaná za fotografa a režiséra Yvana Dalaina (1927–2007). 
Dílo autorky je součástí sbírek Museum of Fine Arts Houston.
Monique Jacotová zemřela 6. srpna 2024. Bylo jí 89 let.

## Ocenění a stipendia
- 2020: Švýcarský Grand Prix Design, Švýcarská konfederace, Federální úřad kultury, Bern[12][13]
- 2005: Grand prix de la Fondation vaudoise pour la culture[14]
- 1988: Contributions à la creation d'œuvres, kanton Vaud
- 1987: Contributions à la creation d'œuvres, kanton Vaud
- 1974: Federální cena za design / Federální stipendium[15]

## Výstavy (výběr)
Samostatné výstavy
- 1975: FNAC Montparnasse, Paříž
- 1976: Vysoký komisariát OSN pro uprchlíky, Ženeva
- 1980/1991: Reportage a Paysages intérieurs, Fotostiftung Schweiz v Kunsthaus, Curych, vedení výstavy: Rosellina Burri-Bischof
- 1982: Galerie práce, Lausanne
- 1987: Gallery Photo Art, Basilej
- 1989: Femmes de la terre, Musée de l'Elysée
- 1994: Printemps de femmes, MJC Saint-Gervais, Ženeva
- 1994: Bienále Internationale de l'Image, Nancy
- 1995: Transfers Polaroid, Galerie de la Poste, Riex
- 1996: Centre Culturel Neuchâtelois, Neuchâtel 1996
- 1999: Cadences – L'usine au féminin, Musée de l'Elysée, Lausanne
- 2000: Centre Valaisan de l'Image et du Son, Martigny
- 2000: Les années cinquante, CHUV, Lausanne
- 2001: Muzeum umění, Olten
- 2002: Musée Suisse de l'Appareil Photographique, Vevey 2002: Mise à jour
- 2002: Mise à jour” Photoforum PasquArt, Biel
- 2003: Musée d'Ethnography, Ženeva
- 2005: Monique Jacot – Retrospective, Photo Foundation Switzerland, Winterthur
- 2012: Pas de caméra, Galerie Arts et Lettres, Vevey
- 2014/2015: The Hidden Museum, Berlín 2014/2015.
- 2022: Monique Jacot. Postava a její dvojníci, Photo Elysée, Plateforme 10, Lausanne
- 2024: Monique Jacot. La figure et ses doubles, Palazzetto Bru Zane, Benátky

Skupinové výstavy
- 1974: Galerie fotografů, Londýn
- 1976: Musée des Arts Décoratifs, Lausanne
- 1978: Museum Bellerive, Curych
- 1984: Regards sur l'art, Palais de Tokyo, Paříž
- 1985: Evropské fotografky dnes, La Fotografia, Turín
- 1986: Photokina, Kolín nad Rýnem
- 1987: Sanaa, Jemen Institut du monde Arabe, Paříž
- 1988: Musée des Arts Décoratifs, Lausanne 1988
- 1991: Musée d'Art et d'Histoire, Fribourg
- 1992: City Bank, Long Island City USA
- 1995: PasquArt en Chine, Orientální galerie, Peking
- 1998: Pohledy ze strany. Švýcarsko 1848 až 1998 - fotokronika", Fórum švýcarské historie, Schwyz
- Museum Tinguely, Basilej 1999: Fotografové vidí Jeana Tinguelyho
- 2002: Vyrobeno v Egyptě. 4 ženy 4 pohledy, Townhouse, Cairo
- 2012/2013: The Hidden Museum, Berlín 2012/2013
- 2013: Výběr historických a současných fotografií, Artef Galerie für Kunstfotografie, Curych

## Publikace (výběr)
- Femmes de la terre. – Frauen auf dem Land (Ženy země. – Ženy na venkově). Předmluva: Charles-Henri Favrod, RG Editions-Diffusion, Le Mont-sur-Lausanne 1989, ISBN 2-88100-011-8.[5]
- Printemps de femmes. – Wir sind so frei 1991–1993. Ženeva 1994, ISBN 2-88100-008-8.
- Cadences. L’usine au féminin. – Fabrikarbeiterinnen. Leben im Akkord 1999.[3][4]
- À jour. RG Editions-Diffusion, Le Mont-sur-Lausanne 2002, ISBN 2-88100-014-2.

## Filmografie
- Repérages/Rollenspiele Michela Souttera. 1977 (fotografka)
- Photosuisse. Monique Jacot. 2004 (televizní dokument)
- Monique Jacot. Grande Dame švýcarské fotografie. (CD-ROM) Švýcarské rádio DRS 2, 2005
- Monique Jacot. Fotografie a poezie. (DVD) Kanál 9, 2006.